# UGT1A9
UDP-glukuronoziltransferaza 1-9 je enzim koji je kod ljudi kodiran genom UGT1A9.

## Interaktivna mapa putanja
Kliknite na gene, proteine i metabolite u nastavku za veze s odgovarajućim člancima. 
1. ↑  The interactive pathway map can be edited at WikiPathways: „IrinotecanPathway_WP46359”.

## Medicinsko hemijski primeri
Tokom optimizacije inicijalnih inhibitora HSD17B13 primećena je značajna glukuronidacija fenolnog dela in vitro i in vivo. UGT fenotipizacija je otkrila da je UGT1A9 glavni doprinosilac glukuronidaciji. Pored toga, sprovedene su studije tkivne raspodele kao i izlučivanja putem žuči.

## Literatura
- Innocenti F, Kroetz DL, Schuetz E (2009). „Comprehensive Pharmacogenetic Analysis of Irinotecan Neutropenia and Pharmacokinetics”. J. Clin. Oncol. 27 (16): 2604—14. PMC 2690389 . PMID 19349540. doi:10.1200/JCO.2008.20.6300. Непознати параметар |display-author= игнорисан (помоћ)
- Holmes MV, Shah T, Vickery C (2009).  Luo Y, ур. „Fulfilling the Promise of Personalized Medicine? Systematic Review and Field Synopsis of Pharmacogenetic Studies”. PLOS ONE. 4 (12): e7960. Bibcode:2009PLoSO...4.7960H. PMC 2778625 . PMID 19956635. doi:10.1371/journal.pone.0007960 . Непознати параметар |display-author= игнорисан (помоћ)
- Prausa SE, Fukuda T, Maseck D (2009). „UGT genotype may contribute to adverse events following medication with mycophenolate mofetil in pediatric kidney transplant recipients”. Clin. Pharmacol. Ther. 85 (5): 495—500. PMID 19225446. S2CID 33309241. doi:10.1038/clpt.2009.3. Непознати параметар |display-author= игнорисан (помоћ)
- Ross CJ, Katzov-Eckert H, Dubé MP (2009). „Genetic variants in TPMT and COMT are associated with hearing loss in children receiving cisplatin chemotherapy”. Nat. Genet. 41 (12): 1345—9. PMID 19898482. S2CID 21293339. doi:10.1038/ng.478. Непознати параметар |display-author= игнорисан (помоћ)
- Korprasertthaworn P, Udomuksorn W, Yoovathaworn K (2009). „Three novel single nucleotide polymorphisms of UGT1A9 in a Thai population”. Drug Metab. Pharmacokinet. 24 (5): 482—5. PMID 19881262. doi:10.2133/dmpk.24.482.
- Nakajima M, Koga T, Sakai H (2010). „N-Glycosylation plays a role in protein folding of human UGT1A9”. Biochem. Pharmacol. 79 (8): 1165—72. PMID 19951703. S2CID 11013645. doi:10.1016/j.bcp.2009.11.020. hdl:2297/23493 . Непознати параметар |display-author= игнорисан (помоћ)
- van Schaik RH, van Agteren M, de Fijter JW (2009). „UGT1A9 -275T>A/-2152C>T polymorphisms correlate with low MPA exposure and acute rejection in MMF/tacrolimus-treated kidney transplant patients”. Clin. Pharmacol. Ther. 86 (3): 319—27. PMID 19494809. S2CID 21082902. doi:10.1038/clpt.2009.83. Непознати параметар |display-author= игнорисан (помоћ)
- Sanna S, Busonero F, Maschio A (2009). „Common variants in the SLCO1B3 locus are associated with bilirubin levels and unconjugated hyperbilirubinemia”. Hum. Mol. Genet. 18 (14): 2711—8. PMC 2701337 . PMID 19419973. doi:10.1093/hmg/ddp203. Непознати параметар |display-author= игнорисан (помоћ)
- King CD, Rios GR, Green MD, Tephly TR (2000). „UDP-glucuronosyltransferases”. Curr. Drug Metab. 1 (2): 143—61. PMID 11465080. doi:10.2174/1389200003339171.
- Sánchez-Fructuoso AI, Maestro ML, Calvo N (2009). „The prevalence of uridine diphosphate-glucuronosyltransferase 1A9 (UGT1A9) gene promoter region single-nucleotide polymorphisms T-275A and C-2152T and its influence on mycophenolic acid pharmacokinetics in stable renal transplant patients”. Transplant. Proc. 41 (6): 2313—6. PMID 19715905. doi:10.1016/j.transproceed.2009.06.038. Непознати параметар |display-author= игнорисан (помоћ)
- Chu XY, Liang Y, Cai X,  . (2009). „Metabolism and renal elimination of gaboxadol in humans: role of UDP-glucuronosyltransferases and transporters”. Pharm. Res. 26 (2): 459—68. PMID 19082692. S2CID 24490597. doi:10.1007/s11095-008-9799-5.
- Bock KW, Gschaidmeier H, Heel H (1999). „Functions and transcriptional regulation of PAH-inducible human UDP-glucuronosyltransferases”. Drug Metab. Rev. 31 (2): 411—22. PMID 10335444. doi:10.1081/DMR-100101927. Непознати параметар |display-author= игнорисан (помоћ)
- Saito Y, Sai K, Maekawa K,  . (2009). „Close association of UGT1A9 IVS1+399C>T with UGT1A1*28, *6, or *60 haplotype and its apparent influence on 7-ethyl-10-hydroxycamptothecin (SN-38) glucuronidation in Japanese”. Drug Metab. Dispos. 37 (2): 272—6. PMID 18981166. S2CID 2886803. doi:10.1124/dmd.108.024208.
- Tukey RH, Strassburg CP (2000). „Human UDP-glucuronosyltransferases: metabolism, expression, and disease”. Annu. Rev. Pharmacol. Toxicol. 40: 581—616. PMID 10836148. doi:10.1146/annurev.pharmtox.40.1.581.
- Ménard V, Girard H, Harvey M (2009). „Analysis of inherited genetic variations at the UGT1 locus in the French-Canadian population”. Hum. Mutat. 30 (4): 677—87. PMID 19204906. S2CID 6235077. doi:10.1002/humu.20946 . Непознати параметар |display-author= игнорисан (помоћ)
- Cecchin E, Innocenti F, D'Andrea M (2009). „Predictive role of the UGT1A1, UGT1A7, and UGT1A9 genetic variants and their haplotypes on the outcome of metastatic colorectal cancer patients treated with fluorouracil, leucovorin, and irinotecan”. J. Clin. Oncol. 27 (15): 2457—65. PMID 19364970. doi:10.1200/JCO.2008.19.0314 . Непознати параметар |display-author= игнорисан (помоћ)
- Fujiwara R, Nakajima M, Yamamoto T (2009). „In silico and in vitro approaches to elucidate the thermal stability of human UDP-glucuronosyltransferase (UGT) 1A9”. Drug Metab. Pharmacokinet. 24 (3): 235—44. PMID 19571435. doi:10.2133/dmpk.24.235. Непознати параметар |display-author= игнорисан (помоћ)
- Kadakol A, Ghosh SS, Sappal BS (2000). „Genetic lesions of bilirubin uridine-diphosphoglucuronate glucuronosyltransferase (UGT1A1) causing Crigler-Najjar and Gilbert syndromes: correlation of genotype to phenotype”. Hum. Mutat. 16 (4): 297—306. PMID 11013440. S2CID 24275067. doi:10.1002/1098-1004(200010)16:4<297::AID-HUMU2>3.0.CO;2-Z. Непознати параметар |display-author= игнорисан (помоћ)
- Johnson AD, Kavousi M, Smith AV (2009). „Genome-wide association meta-analysis for total serum bilirubin levels”. Hum. Mol. Genet. 18 (14): 2700—10. PMC 2701336 . PMID 19414484. doi:10.1093/hmg/ddp202. Непознати параметар |display-author= игнорисан (помоћ)